# Marguerite de France (1254-1272)
Pour les articles homonymes, voir Marguerite de France.
Marguerite de France, née en 1254, morte le 12 juillet 1271, fille de Saint-Louis, roi de France et de Marguerite de Provence.
Elle épousa en février 1269 Jean Ier le Victorieux (1253 † 1294), duc de Brabant et de Limbourg. 
Un grand tournoi fut donné à Cambrai le 27 mai 1269, à l'occasion de leur mariage. 
Elle mourut en couches en 1271, donnant naissance à un fils qui ne survécut pas.